# إيفا وندغرين
إيفا وندغرين (بالنرويجية البوكمول: Eva Lundgren؛ بالسويدية: Eva Lundgren) هي بروفيسورة نرويجية وسويدية، ولدت في 24 نوفمبر 1947 في فليكفيورد في النرويج.